# Ernesto Jotti
Ernesto Jotti (Parma, 5 marzo 1944) è un ex ciclista su strada italiano, professionista dal 1969 al 1971. Nella massima categoria non ottenne alcuna vittoria; tuttavia è degno di nota qualche piazzamento di rilievo, come il doppio secondo posto al Giro di Toscana 1969 e Giro di Toscana 1970 ed il nono posto al Giro di Romagna 1969.

## Palmarès
- 1967 (dilettanti)

Coppa Collecchio

## Piazzamenti

### Grandi Giri
- Giro d'Italia

1969: ritirato
- Tour de France

1970: ritirato (12ª tappa)

### Classiche monumento
- Milano-Sanremo

1969: 70º
1970: 39º